# Rogowo (gromada w powiecie żnińskim)
Rogowo – dawna gromada, czyli najmniejsza jednostka podziału terytorialnego Polskiej Rzeczypospolitej Ludowej w latach 1954–1972.
Gromady, z gromadzkimi radami narodowymi (GRN) jako organami władzy najniższego stopnia na wsi, funkcjonowały od reformy reorganizującej administrację wiejską przeprowadzonej jesienią 1954 do momentu ich zniesienia z dniem 1 stycznia 1973, tym samym wypierając organizację gminną w latach 1954–1972.
Gromadę Rogowo z siedzibą GRN w Rogowie utworzono – jako jedną z 8759 gromad na obszarze Polski – w powiecie żnińskim w woj. bydgoskim, na mocy uchwały nr 24/19 WRN w Bydgoszczy z dnia 5 października 1954. W skład jednostki weszły obszary dotychczasowych gromad Gałęzewo, Grochowiska Szlacheckie, Rogowo i Wiewiórczyn, ponadto miejscowość Izdebno z dotychczasowej gromady Izdebno oraz miejscowość Rzym z dotychczasowej gromady Recz, ze zniesionej gminy Rogowo w tymże powiecie. Dla gromady ustalono 25 członków gromadzkiej rady narodowej.
10 kwietnia 1956 (z mocą obowiązującą wstecz od 29 lutego 1956) do gromady Rogowo włączono część wsi Niedźwiady o obszarze 236,48,62 ha z gromady Kołdrąb w tymże powiecie.
1 stycznia 1958 do gromady Rogowo włączono wieś Szkółki z gromady Kołdrąb w tymże powiecie.
31 grudnia 1959 do gromady Rogowo włączono wsie Czewujewo, Grochowiska Księże, Wola i Złotniki ze zniesionej gromady Grochowiska Księże, wsie Lubcz, Zalesie, Cotoń i Bożacin ze zniesionej gromady Lubcz, a także wsie Żurawiniec-Niedźwiady, Recz i Skórki oraz miejscowość Zbojewo ze zniesionej gromady Kołdrąb, w tymże powiecie.
1 stycznia 1972 gromadę Rogowo połączono z gromadą Gościeszyn, tworząc z ich obszarów gromadę Rogowo z siedzibą Gromadzkiej Rady Narodowej w Rogowie w tymże powiecie (de facto gromadę Gościeszyn zniesiono, włączając jej obszar do gromady Rogowo).
Gromada przetrwała do końca 1972 roku, czyli do kolejnej reformy gminnej. 1 stycznia 1973 w powiecie żnińskim reaktywowano gminę Rogowo.